# ダントツ
『ダントツ』は、水島新司による日本の野球漫画。『週刊少年チャンピオン』（秋田書店）で1982年から1983年まで連載された。

## 概要
かつてプロ野球選手を夢見た男「ダントツ」こと三郎丸三郎が、創立以来未勝利の超弱小校・光高校野球部監督に就任。自ら先頭に立ち、チームを初勝利へ、そして甲子園へとグイグイ牽引していく。
時系列的には『ドカベン』および『球道くん』の続編的作品であり、『大甲子園』のプレストーリーになる。水島新司は『大甲子園』を始めるにあたって、過去の野球漫画だけではなく、全く新しい野球漫画の主人公チームも加えたいと考えて本作を執筆したとの事。
ドカベンこと山田太郎は、第1巻の時点で既に名前が登場しており、終盤で関東各県の地方大会の情報も入り、そこで中西球道率いる青田高校の快進撃も明らかになる。最後は光高校が甲子園出場を決め、神奈川大会で苦戦している明訓高校を不安視しながらも、「それでも出て来い、大甲子園で会おうぜ!」と三郎丸が吠えるシーンで終了。ストーリーはそのまま翌週より始まる『大甲子園』のオープニングへと続いて行く。

## 主な登場人物

### 光高校
三郎丸三郎（さぶろうまる さぶろう）
野球部監督。通称「ダントツ」。本業は軽トラックの魚売り「魚三郎丸」。妻とは駆け落ちにより結婚。元々は町内草野球チーム大虎のメンバーだったが、繁華街で不良達を叩きのめしたところを北見校長に惚れ込まれ、やる気に欠ける野球部の監督に、と請われる。
『ドカベン ドリームトーナメント編』で、解説者として再登場。
荒木新太郎（あらき しんたろう）
4番でエース。スイッチピッチャー。光高校の生徒だが一番星学園の球拾いバイトをしていた。その時に三郎丸と出会い、投手としても商売人としても有能だと自らを売り込む。
『ドカベン』の里中智とは瓜二つで、里中とは『大甲子園』で対決が実現した。準々決勝で明訓高校と対戦し、勝利まであと一歩の所まで追いつめるが、代打の山田に満塁本塁打を浴び、逆転負けを喫した。
『ドカベン ドリームトーナメント編』で、福岡ソフトバンクホークスの選手（遊撃手）として再登場。
浪花大二郎（なにわ だいじろう）
3番一塁手。元は一番星学園に「大阪の星」としてスカウトされていたが、光高校と大虎の練習試合を見物した時に光高校側の助っ人として加わり、そのままの流れで光高校へ転入。自称「打率9割2分」「ホームラン打率4割」。
『ドカベン ドリームトーナメント編』で、新潟ドルフィンズの選手として再登場。
若菜（わかな）
野球部主将。1番遊撃手。元は捕手。3年生で、三郎丸が来るまで高校生活ノーヒットだった（彼に限らず全員がノーヒット）。一番星との対戦で野球部公式試合初ヒット、初ホームランを打った。『大甲子園』の入場行進時には「強打のトップ打者」と紹介されるまでになっていた。
竹馬（ちくば）
9番捕手。若菜の取れなかった荒木の球を易々と受け止め、正捕手になる。度の強い眼鏡が特徴。謎の多い男。
南スグル（みなみ すぐる）
2番三塁手。元は投手。
中畑キヨシ（なかはた きよし）
5番中堅手。元は一塁手。
田村（たむら）
6番二塁手。愛称は「ボクトツ」。チームの中では一番足が速い。『大甲子園』では初戦の南波高校との対戦で藤村球二からサヨナラポテンヒットを打った。
福田（ふくだ）
7番左翼手。愛称は「ドカ」。動きはトロいが勘もトロい。
井上（いのうえ）
8番右翼手。愛称は「ライパチ」。左投左打。
煙突（えんとつ）
控え、または7番を打つ長身の外野手。愛称はそのまま「エントツ」。物語序盤で三郎丸の投球を肋骨に受け骨折。左投左打。
シンヤ
控え。鼻が下向きの矢印のような形をしている。
源（みなもと）
陸上部員。野球部のメンバーが9人揃わない頃、試合の時だけ補充要員として呼ばれていた。三塁を守っていた。三郎丸の自動車でも中々追い付けない俊足。
北見（きたみ）
光高校校長。不良たちを叩きのめした三郎丸を見て「熱血の人」と惚れて野球部の監督に誘う。野球のルールにも詳しく、審判を務めた大虎との練習試合では光高校ナインに肩入れしながらも、「非常に残念なんだけど正義は正義」として光高校に不利になる判定も厳格に適用した。かつてはヤクザ相手にも勉強を教えた事もあり、いざとなるとその当時の名残で言葉遣いがヤクザ口調になる。

### 一番星学園
一番星大蔵（いちばんぼし だいぞう）
一番星学園高校校長。
野口（のぐち）
野球部監督。
佞武多力（ねぶた ちから）
野球部主将。4番打者。「青森の星」。超高校級の長打力を持つ怪物。
イサム
投手。「北海の星」。北海道では自責点0という豪腕投手。
野尻煙丸（のじり けむりまる）
右翼手。「桜島の星」。身長195cmの長身。
尾張章介（おわり しょうすけ）
一塁手。「名古屋の星」。サングラスをかけている。
猿蟹小太郎（さるかに こたろう）
二塁手。「下関の星」。猿のような顔をしている。
野田（のだ）
中堅手。「長崎の星」。尾張、イサムと一緒に光高校対大虎の試合を見学していた。
伊藤
遊撃手。「徳島の星」。
松野（まつの）
捕手。「岡山の星」。イサムとは気が合わない。
久野
左翼手。「千葉の星」。
首里宙太（しゅり ちゅうた）
控え。「沖縄の星」。盗塁率は103回走って100%という俊足。

### 青美林高校
黒河（くろかわ）
野球部監督。元光高校監督。
大楽太（だいらく ふとし）
野球部主将。4番でエース。

### 折越学園
鈴木（すずき）
野球部監督。
吉永（よしなが）
4番でエース。
漆原（うるしばら）
3番右翼手。

### その他
三郎丸トシ子（さぶろうまる としこ）
三郎丸三郎の妻。妊娠中。
大王（だいおう）
「三途の川会」のヤクザ。
大工（だいく）
ダントツの酒飲み仲間。大虎のメンバー。ダントツに小柄で剛球左腕の人物がいるという情報を教えた。本名不明。
赤ちょうちん（あかちょうちん）
ダントツ達がよく来る酒屋「むさし屋」の主人。大虎のメンバー。本名不明。